# Mohsin Hamid
Mohsin Hamid (urdú: محسن حامد), (Lahore, Pakistan, 1971) és un escriptor pakistanès. Les seves novel·les són Moth Smoke (2000), The Reluctant Fundamentalist (2007), i Com fer-se fastigosament ric a l'Àsia emergent (2013) editada en català per edicions del Periscopi. Les obres de Mohsin Hamid s'han traduït a més de trenta llengües a tot el món, gaudeixen d'un reconegut èxit de crítica i públic, i s'han adaptat al cinema. Els seus contes, articles periodístics i assajos s'han publicat a revistes de prestigi com TIME, The Guardian, Dawn, The New York Times, The Washington Post, The International Herald Tribune, el Paris Review, entre d'altres.

## Biografia
Hamid va viure part de la seva infància als Estats Units, dels 3 als 9 anys, mentre el seu pare, un professor d'universitat, va estar inscrit en un programa de doctorat a la Universitat Stanford. Després d'aquesta edat, la família es va mudar, de nou, a Lahore (Pakistan) on va prosseguir els seus estudis a l'Escola Americana de Lahore.
Hamid al complir 18 anys se'n va tornar als Estats Units per continuar la seva educació. Es va graduar summa cum laude per la Universitat de Princeton el 1993; va estudiar amb els escriptors Joyce Carol Oates i Toni Morrison. Hamid va escriure el seu primer esborrany de la seva primera novel·la per a un taller de ficció impartit per Morrison. Va tornar al Pakistan després de la universitat per seguir treballant-hi.
Hamid es va graduar a Harvard Law School el 1997. Va estar treballant durant anys com a consultor de gestió a McKinsey & Company de Nova York per poder pagar els préstecs estudiantils que havia assumit, malgrat que trobava avorrit el dret corporatiu. Dedicava tres mesos de vacances l'any per dedicar-se a completar la seva primera novel·la Moth Smoke.
Mohsin es va traslladar a Londres l'estiu de 2001 i va viure-hi durant 8 anys. Tot i així, sovint feia estades al Pakistan per escriure. Va aconseguir la doble nacionalitat del Regne Unit el 2006. Es va traslladar a la seva ciutat natal, Lahore, el 2009 amb la seva esposa Zahra i la seva filla Dina.
Divideix el seu temps entre el Pakistan i diverses ciutats estrangeres com Nova York, Londres i països mediterranis com Itàlia i Grècia.
Hamid es descriu a si mateix com un "mestís" i en els seus escrits diu que "una novel·la sovint pot ser la conversa d'un home dividit amb si mateix".

## Novel·les
- Moth Smoke (2000) ISBN 0-374-21354-2
- L'integrista reticent (2007) ISBN 0-241-14365-9 (traduït al català per Edicions del Periscopi, 2015)
- Com fer-se fastigosament ric a l'Àsia emergent (2013) ISBN 978-1-59448-729-3[2][13]